# 一樣的天空
《一樣的天空》（Look Up）是一部2022年庆祝香港回歸中國25週年紀念的剧情片，由莊澄監製，由陈翊恒、潘梓然、侯楚峰、叶正恒執導，王菀之、石修、朱柏谦、朱鑑然、米雪、車婉婉、吳浣儀、周祉君、林德信、姜皓文、胡鴻鈞領銜主演。

## 演員
- 王菀之
- 石修
- 朱栢謙
- 朱鑑然
- 米雪
- 車婉婉
- 吳浣儀
- 周祉君
- 林德信
- 姜皓文
- 胡鴻鈞
- 袁富華
- 徐浩昌
- 郭東彩
- 張兆輝
- 莊鍶敏
- 黃星叡
- 黃溢濠
- 鄒文正
- 蘇麗珊
- Bipin Karma

## 歌曲
| 曲別       | 歌名         | 作曲 | 作詞 | 演唱者 |
| ---------- | ------------ | ---- | ---- | ------ |
| 宣传主题曲 | 《追夢者們》 |      |      | 林德信 |

## 外部連結
- 豆瓣电影上《一樣的天空》的資料 （简体中文）
- 香港影庫上《一樣的天空》的資料（繁體中文）